# Avni Kurgan
Avni Kurgan (* 27. Januar 1910 in Istanbul; † 1979) war ein türkischer Fußballtorhüter. Durch seine langjährige Tätigkeit für Galatasaray Istanbul und als dessen Eigengewächs wird er sehr stark mit diesem Verein assoziiert und von Vereins- und Fanseiten als eine der wichtigen Persönlichkeiten der Vereinsgeschichte angesehen. Er gehörte zeitweise jener Galatasaray-Mannschaft an, die in den 1920er und 1930er Jahren den türkischen Fußball dominierte und fünf von acht möglichen Istanbuler Meisterschaften holte. In den 1930er Jahren trug er eine Zeit lang auch die Kapitänsbinde.

## Spielerkarriere

### Verein
Kurgan spielte in der Nachwuchsabteilung von Galatasaray Istanbul und wurde hier im Laufe der Saison 1929/30 in den Profikader aufgenommen. Er kam in dieser Spielzeit in der Partie der İstanbul Ligi (dt. Istanbuler Liga) vom 24. Januar 1930 gegen den Erzrivalen Beşiktaş Istanbul zum Einsatz und gab damit sein Profidebüt. Da damals in der Türkei keine landesübergreifende Profiliga existierte, existierten stattdessen in den Ballungszentren wie Istanbul, Ankara und Izmir regionale Ligen, von denen die İstanbul Ligi (auch İstanbul Futbol Ligi genannt) als die Renommierteste galt. Im weiteren Saisonverlauf verdrängte Kurgan Rasim Atala vom Stammtorhüterposten und wurde mit seiner Mannschaft hinter dem Erzrivalen Fenerbahçe Istanbul Istanbuler Vizemeister. In der nächsten Saison setzte sich Kurgan auch gegen den langjährigen Torhüter Ulvi Yenal durch und hütete in allen 14 Ligaspielen das Tor. Mit seinem Verein beendete er die Saison als Meister und holte damit seinen ersten Titel.
Für Galatasaray spielte Kurgan bis zum Sommer 1940. Nachdem es 1933 innerhalb des Vereins zu einer Kontroverse gekommen war, verließ etwa die Hälfte des Mannschaftskaders den Verein und gründete den Konkurrenzverein Güneş SK. Nach dieser Spaltung verlor Kurgans Mannschaft den Anschluss an die Tabellenspitze und blieb bis in die Saison 1948/49 ohne Titelgewinn in der Istanbuler Meisterschaft. Lediglich in der Saison 1939 konnte der Titel in der Millî Küme gewonnen werden, einer Art Meisterschaftsturnier, an der die Mannschaften der drei Großstädte Istanbul, Ankara und Izmir teilnahmen.

### Nationalmannschaft
Kurgan begann seine Nationalmannschaftskarriere 1931 mit einem Einsatz für die türkische Nationalmannschaft im Testspiel gegen die bulgarische Nationalmannschaft. Bis zum April 1932 absolvierte Kurgan zwei weitere Länderspiele und wurde anschließend nicht mehr nominiert.

## Erfolge
Mit Galatasaray Istanbul
- Meister der İstanbul Futbol Ligi: 1930/31
- Sieger im Millî Küme: 1939
- Sieger im Gazi Büstü: 1928/29